# Barbara Schett
Barbara Schett (Innsbruck, 10 de Março de 1976) é uma ex-tenista profissional austríaca.

## WTA Finais

### Simples Vitórias (3)
| Legenda               | Legenda |
| --------------------- | ------- |
| Grand Slam (0)        |         |
| WTA Championships (0) |         |
| Tier I (0)            |         |
| Tier II (0)           |         |
| Tier III (1)          |         |
| Tier IV & V (2)       |         |
| Olimpíadas (0)        |         |

| N. | Data          | Torneio                             | Local                    | Piso   | Oponente         | Placar        |
| 1. | 21 Julho 1996 | Internazionali Femminili di Palermo | Palermo, Itália          | Saibro | Sabine Hack      | 6–3, 6–3      |
| 3. | 3 Agosto 1997 | WTA Austria                         | Maria Lankowitz, Áustria | Saibro | Henrieta Nagyová | 3–6, 6–2, 6–3 |
| 4. | 16 Julho 2000 | Uniqa Grand Prix                    | Klagenfurt, Áustria      | Saibro | Patty Schnyder   | 5–7, 6–4, 6–4 |

### Simples vice-campeonatos (3)
| N. | Data            | Torneio                             | Local           | Piso    | Oponente          | Placar        |
| 1. | 19 Julho 1998   | Internazionali Femminili di Palermo | Palermo, Itália | Saibro  | Patty Schnyder    | 6–1, 5–7, 6–2 |
| 2. | 14 Agosto 1998  | Boston Cup                          | Boston, EUA     | Duro    | Mariaan de Swardt | 3–6, 7–6, 7–5 |
| 3. | 24 Outubro 1999 | Kremlin Cup                         | Moscou, Rússia  | Carpete | Nathalie Tauziat  | 2–6, 6–4, 6–1 |

### WTA Duplas Vitórias (10)
| Legenda               | Legenda |
| --------------------- | ------- |
| Grand Slam (0)        |         |
| WTA Championships (0) |         |
| Tier I (0)            |         |
| Tier II (5)           |         |
| Tier III (0)          |         |
| Tier IV & V (5)       |         |
| Olympic Games (0)     |         |

| N.  | Data              | Torneio                             | Local                   | Piso    | Parceira           | Oponentes                                  | Placar        |
| 1.  | 21 Julho 1996     | Internazionali Femminili di Palermo | Palermo, Itália         | Saibro  | Janette Husárová   | Florencia Labat Barbara Rittner            | 6–1, 6–2      |
| 2.  | 20 Julho 1997     | Internazionali Femminili di Palermo | Palermo, Itália         | Saibro  | Silvia Farina Elia | Florencia Labat Mercedes Paz               | 2–6, 6–1, 6–4 |
| 3.  | 3 Maio 1998       | WTA Hamburg                         | Hamburgo, Alemanha      | Saibro  | Patty Schnyder     | Martina Hingis Jana Novotná                | 7–6, 3–6, 6–3 |
| 4.  | 10 Janeiro 1999   | ASB Classic                         | Auckland, Nova Zelândia | Duro    | Silvia Farina Elia | Seda Noorlander Marlene Weingärtner        | 6–2, 7–6      |
| 5.  | 14 Janeiro 2001   | Medibank International              | Sydney, Austrália       | Duro    | Anna Kournikova    | Lisa Raymond Rennae Stubbs                 | 6–2, 7–5      |
| 6.  | 5 Maio 2002       | WTA Hamburg                         | Hamburgp, Alemanha      | Saibro  | Martina Hingis     | Daniela Hantuchová Arantxa Sánchez-Vicario | 6–1, 6–1      |
| 7.  | 9 Fevereiro 2003  | Open Gaz de France                  | Paris, França           | Carpete | Patty Schnyder     | Marion Bartoli Stéphanie Cohen-Aloro       | 2–6, 6–2, 7–6 |
| 8.  | 15 Fevereiro 2004 | Open Gaz de France                  | Paris, França           | Carpete | Patty Schnyder     | Silvia Farina Elia Francesca Schiavone     | 6–3, 6–2      |
| 9.  | 2 Maio 2004       | Budapest Grand Prix                 | Budapeste, Hungria      | Saibro  | Petra Mandula      | Virág Németh Ágnes Szávay                  | 6–3, 6–2      |
| 10. | 8 Agosto 2004     | Nordea Nordic Light Open            | Estocolmo, Suécia       | Duro    | Alicia Molik       | Emmanuelle Gagliardi Anna-Lena Grönefeld   | 6–3, 6–3      |

## Confrontos vs Jogadoras da WTA
- Jogadoras que foram N. 1 do Mundo estão em negrito.

- Chanda Rubin 5–4
- Patty Schnyder 4–5
- Nathalie Tauziat 4–5
- Alicia Molik 3–2
- Karina Habšudová 3–2
- Arantxa Sánchez Vicario 3–4
- / Natasha Zvereva 2–0
- Helena Suková 2–0
- Katerina Maleeva 2–0
- Paola Suárez 2–3
- Jennifer Capriati 2–4
- Conchita Martínez 2–4
- Amanda Coetzer 2–5
- Anke Huber 2–6
- Magdalena Maleeva 1–0
- Francesca Schiavone 1–0
- Amélie Mauresmo 1–0
- / Jelena Janković 1–1
- Flavia Pennetta 1–1
- Lori McNeil 1–1
- Elena Dementieva 1–2
- Kim Clijsters 1–2
- Julie Halard-Decugis 1–2
- Dominique Monami 1–3
- Anastasia Myskina 1–3
- Justine Henin 1–3
- Jana Novotná 1–4
- Iva Majoli 1–4
- Venus Williams 1–4
- Anna Kournikova 1–5
- Marion Bartoli 0–1
- Mary Joe Fernández 0–1
- Kimiko Date-Krumm 0–2
- Mary Pierce 0–2
- / Jelena Dokić 0–2
- Irina Spîrlea 0–2
- Vera Zvonareva 0–2
- Serena Williams 0–3
- Barbara Paulus 0–3
- Sandrine Testud 0–3
- Ai Sugiyama 0–3
- Steffi Graf 0–3
- // Monica Seles 0–6
- Lindsay Davenport 0–7
- Daniela Hantuchová 0–7
- Martina Hingis 0–11